# 22571 Letianzhang
22571 Letianzhang este un asteroid din centura principală de asteroizi.

## Descriere
22571 Letianzhang este un asteroid din centura principală de asteroizi. A fost descoperit pe 20 aprilie 1998 la Socorro, New Mexico, în cadrul proiectului LINEAR. Asteroidul prezintă o orbită caracterizată de o semiaxă mare de 2,24 ua, o excentricitate de 0,12 și o înclinație de 4,8° în raport cu ecliptica.